# Afrikanische Nationenmeisterschaft 2009/Qualifikation
Zur Qualifikation zur Afrikanischen Nationenmeisterschaft 2009 wurden die 40 afrikanischen Nationalmannschaften in 6 Zonen geteilt. Jede Zone erhielt dabei einen Startplatz für die afrikanische Nationenmeisterschaft. Einzige Ausnahme war die Südzone, die zwei Startplätze erhielt.

## Nordzone

### 1. Runde
|        | Gesamt          |            | Hinspiel | Rückspiel |
| ------ | --------------- | ---------- | -------- | --------- |
| Libyen | 2:2 (6:5 i. E.) | Tunesien 1 | 1:1      | 1:1       |

### 2. Runde
|          | Gesamt          |                   | Hinspiel | Rückspiel |
| -------- | --------------- | ----------------- | -------- | --------- |
| Algerien | 2:2 (1:3 i. E.) | Marokko           | 1:1      | 1:1       |
| Libyen   |                 | Ägypten Rückzug 2 |          |           |

### 3. Runde
|         | Gesamt |        | Hinspiel | Rückspiel |
| ------- | ------ | ------ | -------- | --------- |
| Marokko | 3:4    | Libyen | 3:1      | 0:3       |

Libyen qualifiziert sich für die Endrunde 2009.

## Westzone A

### 1. Runde
|        | Gesamt    |             | Hinspiel | Rückspiel |
| ------ | --------- | ----------- | -------- | --------- |
| Gambia | (a)1:1(a) | Mauretanien | 1:1      | 0:0       |

### 2. Runde
|             | Gesamt          |        | Hinspiel | Rückspiel |
| ----------- | --------------- | ------ | -------- | --------- |
| Senegal     | 0:0 (5:4 i. E.) | Mali   | 0:0      | 0:0       |
| Mauretanien | (a)3:3(a)       | Guinea | 2:2      | 1:1       |

### 3. Runde
|        | Gesamt          |         | Hinspiel | Rückspiel |
| ------ | --------------- | ------- | -------- | --------- |
| Guinea | 1:1 (1:3 i. E.) | Senegal | 1:0      | 0:1       |

Senegal qualifiziert sich für die Endrunde 2009.

## Westzone B

### 1. Runde
|       | Gesamt |               | Hinspiel | Rückspiel |
| ----- | ------ | ------------- | -------- | --------- |
| Ghana | 4:1    | Niger         | 2:0      | 2:1       |
| Togo  |        | Benin Rückzug |          |           |

### 2. Runde
|         | Gesamt |              | Hinspiel | Rückspiel |
| ------- | ------ | ------------ | -------- | --------- |
| Ghana   | 4:2    | Togo         | 2:0      | 2:2       |
| Nigeria | 4:1    | Burkina Faso | 2:0      | 2:1       |

### 3. Runde
|       | Gesamt |         | Hinspiel | Rückspiel |
| ----- | ------ | ------- | -------- | --------- |
| Ghana | 3:2    | Nigeria | 3:2      | 0:0       |

Ghana qualifiziert sich für die Endrunde 2009.

## Ostzone

### 1. Runde
|         | Gesamt |          | Hinspiel | Rückspiel |
| ------- | ------ | -------- | -------- | --------- |
| Ruanda  | 1:0    | Burundi  | 1:0      | 0:0       |
| Kenia   | 1:2    | Tansania | 1:0      | 0:2       |
| Eritrea | 2:5    | Uganda   | 2:2      | 0:3       |

### 2. Runde
|          | Gesamt |        | Hinspiel | Rückspiel |
| -------- | ------ | ------ | -------- | --------- |
| Sudan    | 5:1    | Ruanda | 4:0      | 1:1       |
| Tansania | 3:1    | Uganda | 2:0      | 1:1       |

### 3. Runde
|          | Gesamt |       | Hinspiel | Rückspiel |
| -------- | ------ | ----- | -------- | --------- |
| Tansania | 5:2    | Sudan | 3:1      | 2:1       |

Tansania qualifiziert sich für die Endrunde 2009.

## Zentralzone

### 1. Runde
|                              | Gesamt |                        | Hinspiel | Rückspiel |
| ---------------------------- | ------ | ---------------------- | -------- | --------- |
| Zentralafrikanische Republik | 0:2    | Gabun                  | 0:2      |           |
| Republik Kongo               |        | Tschad disqualifiziert |          |           |

### 2. Runde
|          | Gesamt |                | Hinspiel | Rückspiel |
| -------- | ------ | -------------- | -------- | --------- |
| Kamerun  | 3:2    | Gabun          | 1:2      | 2:0       |
| DR Kongo | 4:2    | Republik Kongo | 3:0      | 1:2       |

### 3. Runde
|         | Gesamt |          | Hinspiel | Rückspiel |
| ------- | ------ | -------- | -------- | --------- |
| Kamerun | 0:3    | DR Kongo | 0:2      | 0:1       |

Die Demokratische Republik Kongo qualifiziert sich für die Endrunde 2009.

## Südzone

### 1. Runde
|           | Gesamt    |          | Hinspiel | Rückspiel |
| --------- | --------- | -------- | -------- | --------- |
| Malawi    | (a)2:2(a) | Mosambik | 2:1      | 0:1       |
| Swasiland | 1:4       | Sambia   | 1:1      | 0:3       |

### 2. Runde
|           | Gesamt |                   | Hinspiel | Rückspiel |
| --------- | ------ | ----------------- | -------- | --------- |
| Mosambik  | 1:2    | Angola            | 1:1      | 0:1       |
| Botswana  | 1:3    | Sambia            | 1:0      | 0:3       |
| Simbabwe  | 1:0    | Namibia           | 0:0      | 1:0       |
| Südafrika |        | Mauritius Rückzug |          |           |

### 3. Runde
|          | Gesamt |           | Hinspiel | Rückspiel |
| -------- | ------ | --------- | -------- | --------- |
| Angola   | 1:3    | Sambia    | 0:1      | 1:2       |
| Simbabwe | 3:0    | Südafrika | 2:0      | 1:0       |

Sambia und Simbabwe qualifizieren sich für die Endrunde 2009.

## Gastgeber
Der Gastgeber der ersten Afrikanischen Nationenmeisterschaft war die Elfenbeinküste. Die Mannschaft qualifizierte sich somit automatisch für die Endrunde 2009.